# Лазар Гюров
Лазар Анастасов Гюров е български революционер, печатар и книжар, деец на Вътрешната македоно-одринска революционна организация.

## Биография
Гюров е роден на 15 март 1872 година в Петрич. Учи до трето отделение в местното българско училище. Твърде млад остава сирак, което го принуждава да търси препитание. Петнадесетгодишен напуска родния си град и се установява в Кавала, а по-късно – в Цариград. Тук работи като печатар-словослагател в печатницата на вестник „Новини“. През ноември 1893 година отива в Солун, където постъпва на работа като словослагател в печатницата на Коне Самарджиев. В началото на 1894 година Гюров, заедно с Нанчо Калчев е въведен в редовете на ВМОРО от Даме Груев, който е коректор в същата печатница. Чрез Австрийската поща получава и разнася револючионна литература – вестници, списания и книги. Превежда турски документи. По поръка на Даме Груев е изпратен в Петрич да основе революционен комитет, но мисията му пропада. Под ръководството на Атанас Мурджев отпечатва тайно устава, правилника и други формуляри на ВМОРО. По този повод той пише в спомените си следното:
| „ | Дойде ред да се печати устава и правилника на организацията. И понеже беше невъзможно в печатницата, аз през деня, пак между другата работа, с голяма предпазливост нареждах по една-две страници и скрити в дрехата ми, ги изнасях от печатницата и ги отнасях вън [от] града Солун [до] гарата в къщата на бай Колю, мисля родом от Велес, и там, в една изба, отпечатвахме две по две страниците на някаква си приспособена преса. | “ |

В началото на 1899 година Гюров напуска работата при Самарджиев и заминава за София. Тук отново е словослагател в придворната печатница на братя Прошекови, а по-късно в печатницата на вестник „Вечерна поща“. След Хуриета през 1908 година се завръща в Солун и до началото на Балканските войни през есента на 1912 работи отново в печатницата на Самарджиев.
По време на Балканската война и Междусъюзническата война Гюров е доброволец в Македоно-одринското опълчение.
След войните се установява в родния си град. В края на 1913 година отваря първата самостоятелна книжарница в Петрич. От 1914 година е настоятел на командитно дружество „Куриер“ – София, дружество за разпространение на периодични и други печатни издания. До края на живота си се занимава с книжарска дейност.
Лазар Гюров умира на 17 ноември 1931 година в Петрич. Той оставя кратки спомени за революционната си дейност.